# Giuseppe Toniolo
Giuseppe Toniolo (7 de março de 1845 - 7 de outubro de 1918) foi um economista e sociólogo católico italiano. Toniolo serviu como professor durante a maior parte de sua vida e foi um importante economista político e social que protestou contra o capitalismo e o comunismo. Ele favoreceu os valores religiosos tanto na economia quanto na política para criar uma situação harmoniosa em que ambos os setores trabalhassem para todos, e não para uns poucos selecionados. Toniolo também apoiou o trabalho dos sindicatos e se opôs à exploração dos trabalhadores, considerando os sindicatos um passo à frente na prevenção disso.
A causa de beatificação de Toniolo foi aberta em 1934, embora o decreto formal de introdução não tenha chegado até 1951. Posteriormente, foi intitulado Venerável em 1975 e foi beatificado em 29 de abril de 2012 em Roma.

## Vida

### Educação e casamento
Giuseppe Toniolo nasceu em Treviso em 7 de março de 1845 como o primeiro de quatro filhos de Antonio Toniolo e Isabella Alessandrini; viveu na freguesia de Sant'Andrea. Seu tio materno era Alessandro.
Durante sua infância, os Toniolo mudaram-se várias vezes, já que seu pai (um engenheiro) teve diversos empregos em vários lugares da região de Veneto. Toniolo cursou o ensino médio na escola Santa Catarina em Veneza antes de entrar no colégio em Pádua. Foi lá que estudou jurisprudência e fez os cursos ministrados por Fedele Lampertico e Angelo Messedaglia antes de se formar em 21 de junho de 1867. Mas a morte repentina de seu pai causou uma interrupção de seus estudos, embora mais tarde ele retomou seus estudos antes de sua formatura.
Toniolo casou-se com Maria Schiratti na manhã de 4 de setembro de 1878 (o casal se conheceu depois que os irmãos de Maria, Gaetano e Renato, facilitaram a união); o casal teve sete filhos e três que morreram na infância. Quatro dessas sete crianças eram:
- Emilia - freira (falecida em 1970)
- Antonio (falecido em 1955)
- Elisa
- Teresa

### Cátedra
Em vez de seguir uma carreira jurídica, ele lecionou economia por mais de quatro décadas e foi nomeado assistente da cadeira de estudos político-jurídicos em sua alma mater em 1868 antes de lecionar em Veneza no Istituto Tecnico di Venezia de 1874 a 1878. Isso foi interrompido uma vez devido a uma curta temporada em Pádua. Em 1878 tornou-se professor no Colégio Modena e Reggio Emilia. Toniolo foi nomeado professor da Universidade de Pisa em 1883 e ocupou a cadeira de economia política lá até sua morte em 1918.
Toniolo defendeu a importância dos valores religiosos na política e na economia, apesar de alguns cristãos evitarem a política devido aos elementos maçônicos e anticlericais que ajudaram na unificação italiana em 1860. Toniolo desenvolveu teorias de ensino social que formaram um meio-termo entre a economia do laissez-faire (a proposta de Adam Smith; aquela que Camillo Benso defendeu, assim como Vilfredo Pareto) e o socialismo centrado no estado que os seguidores de Karl Marx propuseram e defenderam.
Em 1889 ele fundou a União Católica para Estudos Sociais e mais tarde fundou a Revista Internacional de Ciências Sociais em 1893. O pensamento econômico histórico germânico - o de Gustav von Schmoller e mais tarde Joseph Schumpeter - influenciou os intelectuais italianos da época. Toniolo defendeu a proteção do trabalhador e em 1889 fundou um sindicato para lutar pelos direitos dos trabalhadores e também trabalhou para limitar a jornada de trabalho enquanto se esforçava para proteger mulheres e crianças. Toniolo acreditava em instituições que pudessem mediar entre os indivíduos e o estado, desde a família até os sindicatos e associações profissionais. Ele liderou o movimento de ação social cristã após 1900, que se tornou um tanto semelhante ao ativismo social nos Estados Unidos. As idéias de Toniolo, em particular, influenciaram os papas Leão XIII (incluindo Rerum novarum) e Pio X. Ele disse que a economia "é uma parte integrante do desígnio operativo de Deus", que é considerada uma "obrigação de justiça" que deve servir como um serviço essencial a todas as pessoas, em vez de a uns poucos escolhidos. Toniolo também conheceu Monsenhor Georg Ratzinger - o tio-avô do Papa Bento XVI.
Em setembro de 1918, ele exortou Agostino Gemelli a estabelecer uma faculdade em Milão após o fim da guerra e Gemelli fundou a "Università Cattolica del Sacro Cuore" em 1921, com o crescimento até se tornar uma das maiores universidades do mundo com filiais em Milão (a principal) bem como em Piacenza e Brescia com sua escola médica localizada em Roma (o Instituto Gemelli). Toniolo também era amigo de Bartolo Longo e gente como o cardeal Andrea Carlo Ferrari e o bispo Giacomo Radini-Tedeschi elogiavam seu pensamento e ativismo.

### Morte e opiniões de contemporâneos
Toniolo morreu em 7 de outubro de 1918 e seus restos mortais estão enterrados na igreja de Santa Maria Assunta em Pieve di Soligo. Em uma conferência que tratou do beatificado Toniolo em 2012, foram feitos comentários em uma mensagem enviada pelo cardeal Tarcisio Bertone, que o citou como modelo de ativismo. A maioria de suas obras não foram traduzidas para o inglês em 2013. Seus restos mortais foram exumados em 20 de setembro de 2011 para inspeção canônica e posteriormente reenterrados em 7 de outubro na mesma tumba, embora em um sarcófago de mármore diferente. O bispo de Vittorio Veneto Corrado Pizziolo e seu bispo emérito Alfredo Magarotto estiveram presentes ao lado do postulador Sorrentino.
Em 1961, o então bispo de Vittorio Veneto Albino Luciani - o futuro Papa João Paulo I - deu uma palestra observando a contribuição de Toniolo para o ensino social e o ativismo. Luciani referiu-se a Toniolo como um "propagador incansável das ideias da Rerum Novarum".

## Beatificação
Os lobbies da F.U.C.I. para o reconhecimento da sua santidade começaram em 1933 levando ao início do processo de beatificação que veria Toniolo elevado às honras do altar. A fase informativa da investigação começou em Pisa em 1934 e mais tarde foi concluída em 1941 com um processo apostólico sendo posteriormente realizado também em Pisa de 1951 a 1954. Teólogos avaliaram os escritos de Toniolo para avaliar se havia aderência à doutrina e aprovaram que não possuíam erros doutrinários em um decreto emitido em 1 de junho de 1947. A introdução formal da causa veio com o Papa Pio XII em 7 de janeiro de 1951, quando Toniolo foi intitulado Servo de Deus. A Congregação para os Ritos posteriormente validou os processos informativos e apostólicos em 8 de julho de 1955.
A Congregação para as Causas dos Santos e seus consultores se reuniram e aprovaram a causa em 16 de fevereiro de 1971, com o cardeal e os bispos membros do CCS sozinhos concedendo aprovação adicional um mês depois, em 29 de março. O Papa Paulo VI nomeou Toniolo como Venerável em 14 de junho de 1971, depois de confirmar que o falecido economista viveu uma vida modelo de virtudes heroicas.
A beatificação de Toniolo dependia de um único milagre receber a aprovação papal. Esse milagre precisava ser curativo que a ciência e a medicina poderiam deixar de explicar. Um desses casos foi descoberto em Vittorio Veneto e o processo para avaliar este milagre teve lugar de 24 de setembro de 2006 até o seu encerramento um mês depois, em 19 de outubro. A investigação foi transferida para Roma, onde a C.C.S. validou este processo em 30 de novembro de 2007, antes que especialistas médicos confirmaram a natureza milagrosa da cura em 28 de fevereiro de 2008. Teólogos confirmaram em 29 de abril de 2009 que o milagre aconteceu devido à invocação da intercessão de Toniolo com os membros da C.C.S. concordando com ambos os painéis em sua reunião em 11 de janeiro de 2011. O Papa Bento XVI confirmou as conclusões em 14 de janeiro de 2011 e concedeu sua aprovação pontifícia para a beatificação de Toniolo. Giovanni Angelo Becciu informou ao então postulador Sorrentino, no dia 11 de novembro de 2011, a data confirmada para a beatificação.
A beatificação foi celebrada em 29 de abril de 2012 na Basílica di San Paolo fuori le Mura, com o cardeal Salvatore De Giorgi presidindo a celebração em nome do papa. O Arcebispo de Pisa participou da beatificação, assim como mais de 40 bispos e arcebispos e 5.000 pessoas. O cardeal Dionigi Tettamanzi também compareceu com os cardeais Angelo Bagnasco e Giuseppe Betori, bem como Paolo Sardi. No discurso de Regina Caeli do mesmo dia, Bento XVI disse de Toniolo: «A sua mensagem é muito atual, especialmente nestes tempos: o Beato Toniolo indica o caminho do primado da pessoa humana e da solidariedade».
O ex-postulador desta causa foi o Bispo Domenico Sorrentino e agora é a Dra. Silvia Mónica Correale.

### Milagre
O milagre que permitiu a beatificação de Toniolo foi a cura de Francesco Bortolini, que foi curado de ferimentos graves após sofrer uma queda em 2006 e invocar a intercessão de Toniolo.